# Vanessa Panzeri
Vanessa Speranza Panzeri (Erba, 22 giugno 2000) è una calciatrice italiana, di ruolo difensore.

## Statistiche
Statistiche aggiornate al 3 maggio 2025.

### Presenze e reti nei club
| Stagione         | Squadra          | Campionato       | Campionato | Campionato | Coppe nazionali | Coppe nazionali | Coppe nazionali | Coppe continentali | Coppe continentali | Coppe continentali | Altre coppe | Altre coppe | Altre coppe | Totale | Totale |
| Stagione         | Squadra          | Comp             | Pres       | Reti       | Comp            | Pres            | Reti            | Comp               | Pres               | Reti               | Comp        | Pres        | Reti        | Pres   | Reti   |
| ---------------- | ---------------- | ---------------- | ---------- | ---------- | --------------- | --------------- | --------------- | ------------------ | ------------------ | ------------------ | ----------- | ----------- | ----------- | ------ | ------ |
| 2015-2016        | Como 2000        | B                | 15         | 0          | CI              | ?               | ?               |                    | -                  | -                  |             | -           | -           | 15     | 0      |
| 2016-2017        | Como 2000        | A                | 9          | 0          | CI              | 1               | 0               |                    | -                  | -                  |             | -           | -           | 10     | 0      |
| Totale Como 2000 | Totale Como 2000 | Totale Como 2000 | 24         | 0          |                 | 1+              | 0+              |                    | -                  | -                  |             | -           | -           | 25+    | 0+     |
| 2017-2018        | Juventus         | A                | 6          | 0          | CI              | 4               | 0               |                    | -                  | -                  |             | -           | -           | 10     | 0      |
| 2018-2019        | Juventus         | A                | 8          | 0          | CI              | 2               | 0               | UWCL               | 0                  | 0                  | SI          | 0           | 0           | 10     | 0      |
| 2019-2020        | Juventus         | A                | 4          | 0          | CI              | 1               | 0               | UWCL               | 0                  | 0                  | SI          | 0           | 0           | 5      | 0      |
| 2020-gen. 2021   | Juventus         | A                | 0          | 0          | CI              | 0               | 0               | UWCL               | 0                  | 0                  | SI          | 0           | 0           | 0      | 0      |
| feb.-giu. 2021   | Sassuolo         | A                | 0          | 0          | CI              | 0               | 0               | -                  | -                  | -                  | -           | -           | -           | 0      | 0      |
| lug.-dic. 2021   | Pomigliano       | A                | 4          | 0          | CI              | 0               | 0               | -                  | -                  | -                  | -           | -           | -           | 4      | 0      |
| gen.-giu. 2022   | Juventus         | A                | 2          | 0          | CI              | 1               | 0               | UWCL               | -                  | -                  | SI          | -           | -           | 3      | 0      |
| Totale Juventus  | Totale Juventus  | Totale Juventus  | 20         | 0          |                 | 8               | 0               |                    | 0                  | 0                  |             | 0           | 0           | 28     | 0      |
| 2022-2023        | Sampdoria        | A                | 16         | 0          | CI              | 4               | 0               | -                  | -                  | -                  | -           | -           | -           | 20     | 0      |
| 2023-2024        | Sampdoria        | A                | 3          | 0          | CI              | 1               | 0               | -                  | -                  | -                  | -           | -           | -           | 4      | 0      |
| 2024-2025        | Sampdoria        | A                | 16         | 0          | CI              | 1               | 0               | -                  | -                  | -                  | -           | -           | -           | 17     | 0      |
| Totale Sampdoria | Totale Sampdoria | Totale Sampdoria | 35         | 0          |                 | 6               | 0               |                    | 0                  | 0                  |             | 0           | 0           | 41     | 0      |
| Totale carriera  | Totale carriera  | Totale carriera  | 83         | 0          |                 | 15+             | 0+              |                    | 0                  | 0                  |             | 0           | 0           | 98+    | 6      |

## Palmarès

### Club
- Campionato italiano: 5

Juventus: 2017-2018, 2018-2019, 2019-2020, 2020-2021, 2021-2022
- Coppa Italia: 2

Juventus: 2018-2019, 2021-2022
- Supercoppa italiana: 1

Juventus: 2019
- Campionato italiano di Serie B: 1

Como 2000: 2015-2016